# Puput arbòria carablanca
La puput arbòria carablanca (Phoeniculus bollei) és una espècie d'ocell de la família dels fenicúlids (Phoeniculidae) que habita la selva humida de Libèria, Costa d'Ivori, Ghana, Nigèria, sud de Camerun, República Centreafricana, nord i est de la República Democràtica del Congo, est de Sudan del Sud, Uganda, Ruanda, Burundi, Kenya i nord de Tanzània.